# Huércanos
Huércanos – gmina w Hiszpanii, w prowincji La Rioja, w La Rioja, o powierzchni 21,48 km². W 2011 roku gmina liczyła 902 mieszkańców.